# Georgette Heyer
Georgette Heyer (Wimbledon, 16 agosto 1902 – Londra, 4 luglio 1974) è stata una scrittrice inglese.

## Biografia
Il suo primo romanzo pubblicato fu La falena nera, scritto a diciassette anni per divertire il fratellino minore Boris, convalescente. Venne proposto ad un editore e pubblicato nel 1921 con grande successo. Si sposò con Ronald Rougier, un ingegnere minerario che viaggiava molto: la moglie lo seguì in Tanganica ed in Macedonia. Ritornata in Inghilterra nel 1929, nel 1932 ebbe il suo primo ed unico figlio, Richard.
I primi romanzi storici di Heyer sono per lo più ambientati nel XVIII secolo e comprendono Beauvallet e Masquerade (in italiano). Successivamente, la scrittrice crea i suoi lavori più originali, ambientati nel periodo della Reggenza: tra questi si ricordano Venetia, Il gioco degli equivoci e Il dandy della reggenza.
Scrive anche romanzi gialli, ambientati in Inghilterra tra la Prima e la seconda guerra mondiale, molti dei quali hanno la classica ambientazione da casa di campagna.
Inoltre, scrive romanzi storici, ambientati in periodi diversi, e anche vari racconti. L'ultimo lavoro, My Lord John, è stato pubblicato postumo.

## Opere

### Romanzi Georgiani
- 1921 - The Black Moth (La falena nera), trad. di Daniela Mento, Harlequin Mondadori n.2, Milano, 2005.
- 1923 - The Transformation of Philip Jettan - dal 1930 col titolo Powder and Patch - (La trasformazione di Philip Jettan), trad. di Daniela Mento, Harlequin Mondadori n.5, Milano, 2005; col titolo Cipria e merletti, Sperling & Kupfer, Milano, 2007.
- 1926 - These Old Shades (La pedina scambiata), trad. di Anna Luisa Zazo, Arnoldo Mondadori Editore, Milano, 1972; Sperling & Kupfer, Milano, 2005; Astoria, Milano, 2012.
- 1928 - The Masqueraders (Masquerade), trad. di Daniela Mento, Harlequin Mondadori n.1, Milano, 2005.
- 1932 - Devil's Cub (Il figlio del diavolo), trad. di Anna Luisa Zazo, Mondadori, Milano, 1972; Sperling & Kupfer, Milano, 2005.
- 1934 - The Convenient Marriage (Matrimonio alla moda), trad. di Anna Luisa Zazo, Mondadori, Miano, 1977; Sperling & Kupfer, Milano, ISBN 88-7339-033-1.
- 1936 - The Talisman Ring (Talismano d'amore), trad. di Anna Luisa Zazo, Mondadori, Milano, 1979; col titolo L'anello, Astoria, Milano, 2017.
- 1941 - Faro's Daughter (La carta vincente), trad. di Anna Luisa Zazo, Mondadori, Milano, 1973; Sperling & Kupfer, Milano, 2005; col titolo Il tavolo del Faraone, Astoria, Milano, 2018.

### Romanzi della Reggenza
- 1935 - Regency Buck (Il dandy della reggenza), trad. di Anna Luisa Zazo, Mondadori, Milano, 1973; Sperling & Kupfer, Milano, 2005; Astoria, Milano, 2013.
- 1937 - An Infamous Army (L'incomparabile Barbara), trad. di Anna Luisa Zazo, Mondadori, Milano, 1977.
- 1940 - The Spanish Bride (La straniera. La sposa spagnola), Harlequin Mondadori n.19, Milano, 2007; trad. di Federica Isola Pellegrini, Sperling & Kupfer, Milano, 2007.
- 1940 - The Corinthian (col titolo Beau Wyndham), trad. di Anna Luisa Zazo, Mondadori, Milano, 1981; col titolo Un dono dal cielo, Sperling & Kupfer, Milano, 2006.
- 1944 - Friday's Child (Una ragazza perbene), trad. di Giuliana Aldi Pompilj, Rizzoli, Milano, 1988, Una ragazza adorabile, trad. di Cecilia Vallardi, Astoria, 2023
- 1946 - The Reluctant Widow (Incontro a sorpresa), trad. di Anna Luisa Zazo, Mondadori, Milano, 1980; Sperling & Kupfer, Milano, 2006; col titolo La Vedova riluttante trad. Anna Luisa Zazo e Cecilia Vallardi, Astoria, Milano, 2021.
- 1948 -  The Foundling (Belinda e il duca), trad. di Lidia e Anna Luisa Zazo, Mondadori, Milano, 1975; Sperling & Kupfer, Milano, 2005.
- 1949 - Arabella (Il gioco degli equivoci), trad. di Anna Luisa Zazo, Mondadori, Milano, 1980; Harlequin Mondadori n.12, Milano, 2006; Sperling & Kupfer, Milano, 2006; trad. di Anna Luisa Zazo, edizione integrale a cura di Cecilia Vallardi, Astoria, Milano, 2024.
- 1950 - The Grand Sophy  (col titolo L'inarrestabile Sophy), trad. di Anna Luisa Zazo, Mondadori, Milano, 1981; Harlequin Mondadori n.14, Milano, 2006; Sperling & Kupfer, Milano, 2006; col titolo Sophy la grande, Astoria, Milano, 2012.
- 1951 - The Quiet Gentleman (Intrighi al castello), trad. di Anna Luisa Zazo, Mondadori, Milano, 1981; Harlequin Mondadori n., Milano, 2006; Sperling & Kupfer, Milano, 2006.
- 1953 - Cotillion (Cotillon), trad. di Anna Luisa Zazo, Mondadori, Milano, 1978.
- 1954 - The Toll-Gate (col titolo Il mistero di Kellands Manor), trad. di Gigliola Foglia, Harlequin Mondadori n.20, Milano, 2007; col titolo I cancelli dell'amore, Sperling & Kupfer, Milano, 2008.
- 1955 - Bath Tangle (col titolo Gli inganni del cuore), trad. di Anna Luisa Zazo, Mondadori, Milano, 1980; Harlequin Mondadori n.17, Milano, 2007; col titolo Lady Serena, Sperling & Kupfer, Milano, 2007.
- 1956 -  Sprig Muslin (L'incantevole Amanda), Harlequin Mondadori n.7, Milano, 2005; trad. di Gigliola Foglia, Sperling & Kupfer, Milano, 2006.
- 1957 -  April Lady (Rosa d'aprile), trad. di Anna Luisa Zazo, Mondadori, Milano, 1984; Harlequin Mondadori n.13, Milano, 2006; Sperling & Kupfer, Milano, 2006.
- 1957 -  Sylvester, or The Wicked Uncle  (col titolo Sylvester), trad. Gigliola Foglia, Harlequin Mondadori n.6, Milano, 2005; col titolo A lezione d'amore, Sperling & Kupfer, Milano, 2006.
- 1958 - Venetia (col titolo Venetia), trad. di Lidia e Anna Luisa Zazo, Mondadori, Milano, 1976; col titolo Venetia. Una passione irresistibile, Sperling & Kupfer, Milano, 2005; col titolo L'imprevedibile Venetia, Astoria, Milano, 2019.
- 1959 - The Unknown Ajax (col titolo Il cugino misterioso), Harlequin Mondadori n.18, Milano, 2007; col titolo Uno scomodo erede, Sperling & Kupfer, Milano, 2007; L'erede misterioso, trad. di Cecilia Vallardi, Astoria, 2022.
- 1961 - A Civil Contract (Un contratto conveniente), trad. di Adriana Crespi Bortolini, Rizzoli, Milano, 1990.
- 1962 - The Nonesuch (Un gentiluomo senza pari), trad. di Daniela Mento, Harlequin Mondadori n.3, Milano, 2005.
- 1963 - False Colours (col titolo I gemelli), Harlequin Mondadori n., Milano, 2007; col titolo Scambio di cuori, Sperling & Kupfer, Milano, 2008.
- 1965 - Frederica (Frederica), trad. di Rosanna Pelà, Rizzoli, Milano, 1988; trad. Cecilia Vallardi, Astoria, Milano, 2020.
- 1966 - Black Sheep (Pecora nera), trad. di Maria Giulia Castagnone, Mondadori, Milano, 1974.
- 1968 - Cousin Kate (col titolo La cugina Kate), trad. di Anna Luisa Zazo, Mondadori, Milano, 1983; Harlequin Mondadori n.16, Milano, 2007; col titolo Segnali d'amore, Sperling & Kupfer, Milano, 2007.
- 1970 - Charity Girl (La ragazza chiamata Carità), trad. di Sergio Ferrero, Mondadori, Milano, 1971; Sperling & Kupfer, Milano, 2005.
- 1972 - Lady of Quality (col titolo Una stagione a Bath), trad. di Anna Luisa Zazo, Mondadori, Milano, 1985; col titolo Una donna di classe, Astoria, Milano, 2013.

### Altri romanzi storici: medievali, elisabettiani, cromwelliani e della Restaurazione
- 1922 - The Great Roxhythe
- 1925 - Simon the Coldheart
- 1929 - Beauvallet, trad. di Gigliola Foglia,  Harlequin Mondadori n.4, Milano, 2005
- 1931 - The Conqueror
- 1938 - Royal Escape
- 1975 - My Lord John

### Romanzi contemporanei
- 1923 - Instead of the Thorn
- 1928 - Helen
- 1929 - Pastel
- 1930 - Barren Corn

### Romanzi polizieschi
- 1932 - Footsteps in the Dark (Passi nel buio), trad. di Diana Fonticoli, I Classici del Giallo n. 722, Mondadori, Milano, 1994.
- 1933 - Why Shoot a Butler? (L'omicidio di Norton Manor), trad. di Giuseppe Catozzella, I Classici del Giallo n. 1079, Mondadori, Milano, 2005.
- 1934 - The Unfinished Clue (L'indizio incompleto), trad. di Paola Chiostri Gori, Mondadori, Milano, 1983; I Classici del Giallo Mondadori n. 808, Mondadori, Milano, 1998.
- 1935 - Death in the Stocks (Il villaggio del silenzio), trad. di Marilena Caselli, I Classici del Giallo Mondadori n. 1096, Mondadori, Milano, 2006.
- 1936 - Behold, Here's Poison (Veleni di famiglia), trad. di Grazia Maria Griffini, I Classici del Giallo Mondadori n. 1120 Mondadori, Milano, 2006.
- 1937 - They Found Him Dead (Notti e delitti), trad. di Marilena Caselli, I Classici del Giallo Mondadori n. 1136, Mondadori, Milano, 2006.
- 1938 - A Blunt Instrument (Corpo contundente), trad. di Giacometta Limentani Cantatore, Il Giallo Mondadori n. 1560, Mondadori, Milano, 1978;  I Classici del Giallo Mondadori n. 886, Mondadori, Milano, 2001.
- 1939 - No Wind of Blame (Oltre la menzogna), trad. di Marilena Caselli, Giallo Mondadori n.1156 Mondadori, Milano, 2007.
- 1941 - Envious Casca (Delitto imperiale), trad. di Grazia Maria Griffini, Mondadori, Milano, 1984; I Classici del Giallo n. 788, Mondadori, Milano, 1997; Sperling & Kupfer, Milano, 2008)
- 1942 - Penhallow (I serpenti della Cornovaglia), trad. di Diana Fonticoli, Il Giallo Mondadori n. 2934, Mondadori, Milano, 2007; I Classici del Giallo n.1461, Mondadori, 2022.
- 1951 - Duplicate Death (Delitto con replica), trad. di Mauro Boncompagni, Il Giallo Mondadori n. 3151, Mondadori, Milano, 2017.
- 1953 - Detection Unlimited (Doppio misto con la morte), trad. di Anna Luisa Zazo, Mondadori, Milano, 1985; I Classici del Giallo Mondadori n. 915, Mondadori, Milano, 2002; Sperling & Kupfer, Milano, 2008.

### Saggi
- "Books about the Brontës", 31 marzo 1954
- "How to be a Literary Critic", 28 aprile 1954

### Raccolte dei racconti
- 1960 - Pistols for Two and Other Stories
- 2019 - Acting on Impulse - Contemporary Short Stories by Georgette Heyer

## Filmografia
- 1950 - The Reluctant Widow, tratto da "Incontro a sorpresa"
- 1959 - Bezaubernde Arabella, tratto da "Il gioco degli equivoci"